# Giro Apo T'Oneiro
Giro Apo T'Oneiro (грец. Γύρω Από Τ' Όνειρο, укр. Навколо мрії) — п'ятий сольний альбом грецької співачки Єлени Папарізу, який вийшов 29 березня 2010 року під ліцензією лейблу Sony Music Greece.

## Список композицій
Альбом містить приховану пісню після останнього треку .
| Усі видання | Усі видання                                                 | Усі видання                  | Усі видання                                                    | Усі видання |
| #           | Назва                                                       | Автор слів                   | Автор музики                                                   | Тривалість  |
| ----------- | ----------------------------------------------------------- | ---------------------------- | -------------------------------------------------------------- | ----------- |
| 1.          | «San Kai 'Sena» (Σαν και ΄σένα)                             | Елеана Врахалі               | Йоргос Сампаніс                                                | 3:48        |
| 2.          | «An Isouna Agapi» (Αν ήσουνα αγάπη)                         | Ніккі Папатеохарі            | Йоргос Сампаніс                                                | 4:17        |
| 3.          | «Psahno Tin Alitheia» (Ψάχνω την αλήθεια)                   | Янніс Доксас                 | Пер Ліден, Ніклас Олавссон, Тоні Маврідіс                      | 3:09        |
| 4.          | «Girna Me Sto Htes» (Γύρνα με στο χτες)                     | Янніс Доксас, Елеана Врахалі | Йоргос Сампаніс                                                | 4:23        |
| 5.          | «Tou Erota To Aima» (Του έρωτα το αίμα)                     | Елеана Врахалі               | Софі Ліндблом, Матільда Екевік, Ніклас Олавссон                | 3:31        |
| 6.          | «Oneiro» (Όνειρο)                                           | Янніс Доксас                 | Hawksley Workman, Per Eklund, Stefan Ekstedt, Magnus Sjölander | 3:48        |
| 7.          | «Filarakia» (Φιλαράκια)                                     | Елеана Врахалі               | Єлена Папарізу                                                 | 3:16        |
| 8.          | «Stin Korifi Tou Kosmou» (Στην κορυφή του κόσμου)           | Янніс Доксас                 | Йоргос Сампаніс                                                | 3:22        |
| 9.          | «Thalassa (Feat. Йоргос Сампаніс)» (Θάλασσα)                | Янніс Доксас                 | Йоргос Сампаніс, Ніклас Олавссон, Тоні Маврідіс                | 4:18        |
| 10.         | «Den Allazo» (Δεν αλλάζω)                                   | Вая Калантзі                 | Дімітріс Контопулос                                            | 3:23        |
| 11.         | «Siga, Psithirista [feat. Silky Sunday]» (Σιγά, Ψιθυριστά;) | Янніс Доксас                 | Silky Sunday, Mike Rubin, Snoux Poswa, Mark Roy Ströbel        | 3:37        |
| 12.         | «Tha 'Mai Allios» (Θα 'μαι αλλιώς)                          | Елеана Врахалі               | Пер Ліден, Robin Fredriksson, Mattias Larsson                  | 3:05        |
| 44:37       |                                                             |                              |                                                                |             |

| прихована пісня (The Deluxe Edition) | прихована пісня (The Deluxe Edition) | прихована пісня (The Deluxe Edition) | прихована пісня (The Deluxe Edition) | прихована пісня (The Deluxe Edition) |
| #                                    | Назва                                | Автор слів                           | Автор музики                         | Тривалість                           |
| ------------------------------------ | ------------------------------------ | ------------------------------------ | ------------------------------------ | ------------------------------------ |
| 13.                                  | «Dancing Without Music»              | Госта Гульден                        | Леонідас "Freakchild" Хантзарас      | 3:31                                 |
| 47:28                                |                                      |                                      |                                      |                                      |

| The Deluxe Edition (DVD) | The Deluxe Edition (DVD)              | The Deluxe Edition (DVD) | The Deluxe Edition (DVD) |
| #                        | Назва                                 | Режисер                  | Тривалість               |
| ------------------------ | ------------------------------------- | ------------------------ | ------------------------ |
| 1.                       | «Dromos FM Album Preview Performance» | Йоргос Гавалос           |                          |
| 2.                       | «За лаштунками»                       | Йоргос Гавалос           |                          |
| 3.                       | «Інтерв’ю»                            | Йоргос Гавалос           |                          |

## Історія видання
| Регіон          | Дата            | Лейбл            | Формат                      | Версія      |
| --------------- | --------------- | ---------------- | --------------------------- | ----------- |
| Греція          | 28 березня 2010 | Sony Music/RCA   | CD                          | RealNews    |
| Греція          | 29 березня 2010 | Sony Music/RCA   | CD                          | Deluxe      |
| Греція          | 29 березня 2010 | Sony Music/RCA   | завантаження через Інтернет | Standard    |
| Австрія         | 29 березня 2010 | Sony Music/RCA   | завантаження через Інтернет | Standard    |
| Бельгія         | 29 березня 2010 | Sony Music/RCA   | завантаження через Інтернет | Standard    |
| Кіпр            | 29 березня 2010 | Sony Music/RCA   | CD                          | Deluxe      |
| Данія           | 29 березня 2010 | Sony Music/RCA   | завантаження через Інтернет | оригінальна |
| Фінляндія       | 29 березня 2010 | Sony Music/RCA   | завантаження через Інтернет | оригінальна |
| Франція         | 29 березня 2010 | Sony Music/RCA   | завантаження через Інтернет | оригінальна |
| Німеччина       | 29 березня 2010 | Sony Music/RCA   | завантаження через Інтернет | оригінальна |
| Італія          | 29 березня 2010 | Sony Music/RCA   | завантаження через Інтернет | оригінальна |
| Ірландія        | 29 березня 2010 | Sony Music/RCA   | завантаження через Інтернет | оригінальна |
| Нідерланди      | 29 березня 2010 | Sony Music/RCA   | завантаження через Інтернет | оригінальна |
| Норвегія        | 29 березня 2010 | Sony Music/RCA   | завантаження через Інтернет | оригінальна |
| Португалія      | 29 березня 2010 | Sony Music/RCA   | завантаження через Інтернет | оригінальна |
| Іспанія         | 29 березня 2010 | Sony Music/RCA   | завантаження через Інтернет | оригінальна |
| Швеція          | 29 березня 2010 | Sony Music/RCA   | завантаження через Інтернет | оригінальна |
| Швейцарія       | 29 березня 2010 | Sony Music/RCA   | завантаження через Інтернет | оригінальна |
| Велика Британія | 29 березня 2010 | Sony Music/RCA   | завантаження через Інтернет | оригінальна |
| Болгарія        | 5 липня 2010    | Virginia Records | CD                          | оригінальна |